# Ariel (Waschmittel)

Logo von Ariel bis 2013

Ariel (nach dem Engel Ariel), in den USA bekannt als Tide (englisch tide ‚Gezeiten‘), ist eine Marke für Waschmittel des amerikanischen Herstellers Procter & Gamble, die seit den 1960er Jahren auf zahlreichen Märkten weltweit vertreten ist. Es ist eines der meistverkauften Waschmittel Europas.

## Geschichte
1946 brachte Procter & Gamble in den USA das synthetische Waschmittel Tide auf den Markt, das schnell großen Erfolg hatte. In den 1960er Jahren wurde Tide unter dem Markennamen Ariel in zahlreichen Ländern weltweit eingeführt. Es ist heute unter anderem in Indien und Mexiko beliebt. Im Jahr 1967 erschien Ariel mit der Ariel-Trommel unter dem Slogan „Ariel zum Reinweichen“ erstmals auf dem deutschen Markt. Das erste Vollwaschmittel folgte 1968. Mit ihm tauchte auch Klementine (dargestellt von Johanna König) erstmals auf deutschen Bildschirmen auf – für die folgenden 18 Jahre wurde sie mit ihrer weißen Latzhose und dem Slogan „Nicht nur sauber, sondern rein“ zur Waschmittel-Werbeikone auf dem deutschen Markt. Klementines Latzhose sowie ihre Mütze waren kurzzeitig im Haus der Geschichte in Bonn zu sehen und sind heute im Deutschen Werbemuseum ausgestellt.
1970 kam „Ariel für die Hauptwäsche bis 60 Grad“ auf den Markt. Später wurden Waschpulver mit multifunktionellen Inhaltsstoffen (Ariel Futur / Futur Color) sowie Nachfüllpacks oder Dosierhilfen entwickelt.
Weitere Entwicklungen sind der Ariel Pocket, ein Fleckenstift für die Handtasche, und Ariel kalt-aktiv, das dank besonderer Enzyme auch bei niedrigen Temperaturen ab 20 Grad reinigen soll. Die Enzyme stammen von der dänischen Firma Novozymes. Begründung für diese Entwicklung ist eine von Ariel beim Öko-Institut in Auftrag gegebene Studie, in der dem Waschen bei niedrigen Temperaturen ein großes Energiesparpotenzial bescheinigt wurde.

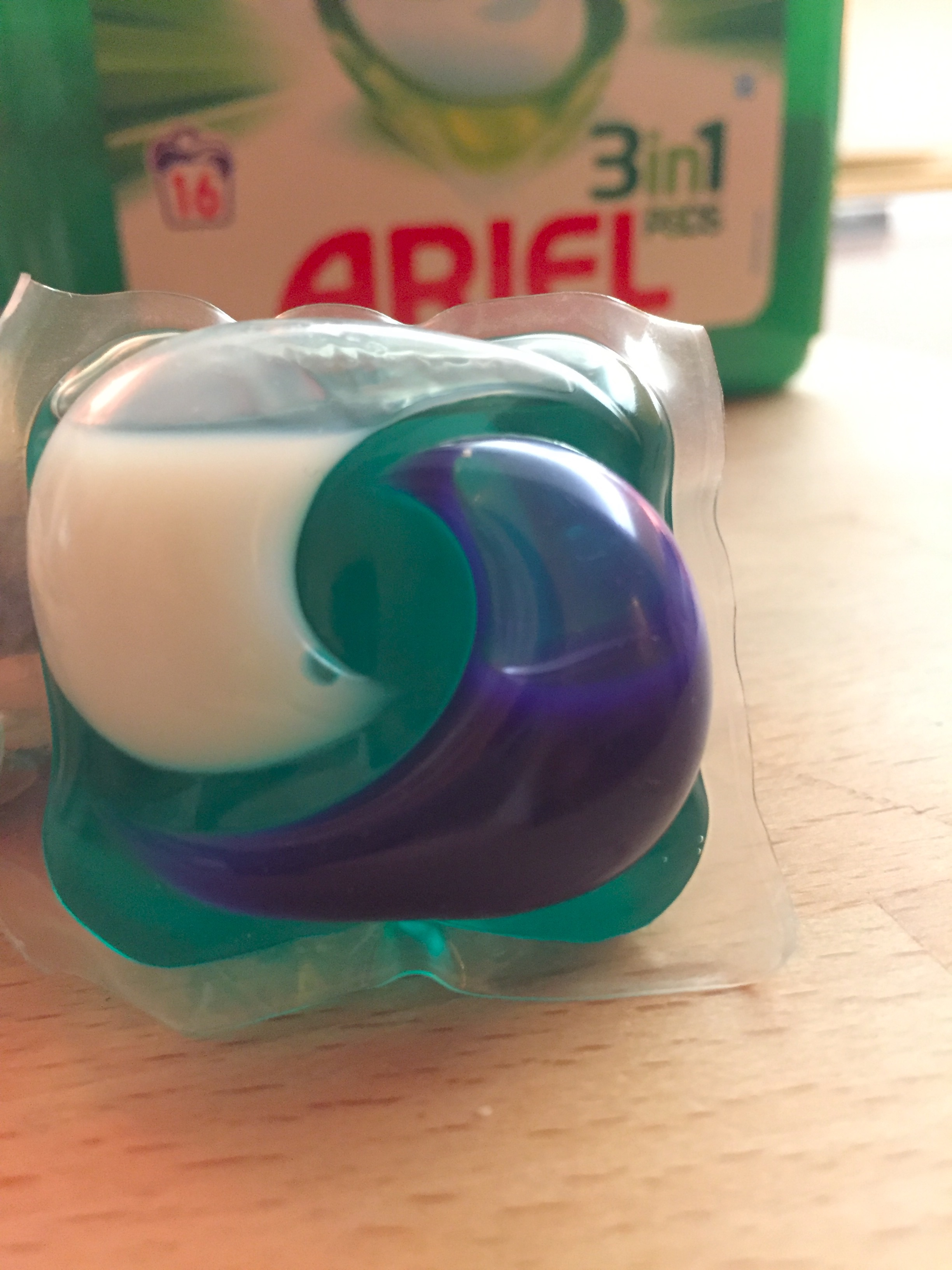
Das Produkt Ariel 3in1 Pods, 2017

Ariel Color & Style Compact wurde im Jahr 2007 bei Stiftung Warentest Testsieger im Vergleichstest von Waschmitteln, Ariel Compact Color&Style mit Actilift im Jahr 2010 erneut, allerdings gemeinsam mit fünf anderen Waschmitteln. Im Jahre 2009 kritisierte die Stiftung Warentest allerdings das Angebot verschiedener Packungsgrößen des Flüssigwaschmittels Ariel Klassik als verwirrend: In gleich geformten und sich lediglich im Etikettaufdruck unterscheidenden Flaschen werden drei verschiedene Mengeninhalte angeboten. 2016 kritisierte die Verbraucherzentrale Hamburg bei Ariel-Produkten wiederholte Mengenkürzungen bei gleichbleibendem Preis als „Mogelpackungen“.
Im Mai 2014 sorgte eine missglückte Werbeaktion einer Sonder-Edition des Waschmittels zur Fußball-Weltmeisterschaft 2014 für Aufregung, auf deren Packung ein weißes Trikot der deutschen Nationalmannschaft mit dem Schriftzug „ARIEL“ und „88“ aufgedruckt war. Nachdem sich Kunden aufgrund der Doppeldeutigkeit beschwerten und den Konzern darauf aufmerksam machten, dass die 88 in der rechten Szene als Abkürzung für „Heil Hitler“ verwendet wird (siehe Rechtsextreme Symbole und Zeichen), stoppte Procter & Gamble die Werbeaktion und nahm die Packungen wieder aus dem Handel.
2023 bewertete das Verbrauchermagazin Öko-Test Ariel Color zusammen mit Waschmitteln der Marken Coral (Unilever) und Lenor (ebenfalls Procter & Gamble) am schlechtesten. Im Prüfpunkt „Inhaltsstoffe und Ökotoxizität“ schnitten die drei Waschmittel mit „ungenügend“ ab, Ökotest kritisierte bei Ariel und Coral insbesondere die Verwendung des Duftstoffes Isoeugenol.